# Massaker von Sharpeville
Das Massaker von Sharpeville war die Erschießung von offiziell 69 Demonstranten – Augenzeugen berichten von einer weitaus höheren Opferzahl – und die Verletzung vieler weiterer wegen ihrer Hautfarbe diskriminierter Personen im Township Sharpeville in der heutigen Provinz Gauteng in Südafrika, damals Südafrikanische Union. Das Massaker ereignete sich am 21. März 1960 und gilt als ein Wendepunkt in der Geschichte Südafrikas.

## Geschichte

### Vorgeschichte
1959 spaltete sich der Pan Africanist Congress (PAC, Panafrikanischer Kongress) vom African National Congress (ANC) ab, da seiner Ansicht nach der ANC die Interessen der schwarzen Bevölkerungsmehrheit nicht radikal genug vertrat. Der PAC versuchte, durch radikale Maßnahmen mehr Rückhalt bei den schwarzen Südafrikanern zu erlangen. Als der ANC für den 31. März 1960 eine Protestaktion gegen die diskriminierenden Passgesetze des Apartheidsystems plante, kam ihm der PAC zuvor und rief für den 21. März 1960 zu gewaltfreien Demonstrationen in Sharpeville, rund 50 Kilometer südlich von Johannesburg, und weiteren Orten der Umgebung auf. Dabei sollte laut Ankündigung des PAC-Vorsitzenden Robert Sobukwe vom 16. März 1960 ziviler Ungehorsam im Stile Mahatma Gandhis geübt und ohne Pass demonstriert werden, so dass die Polizei die Demonstranten gemäß der Gesetzeslage festnehmen musste.

### Der Tag des Massakers

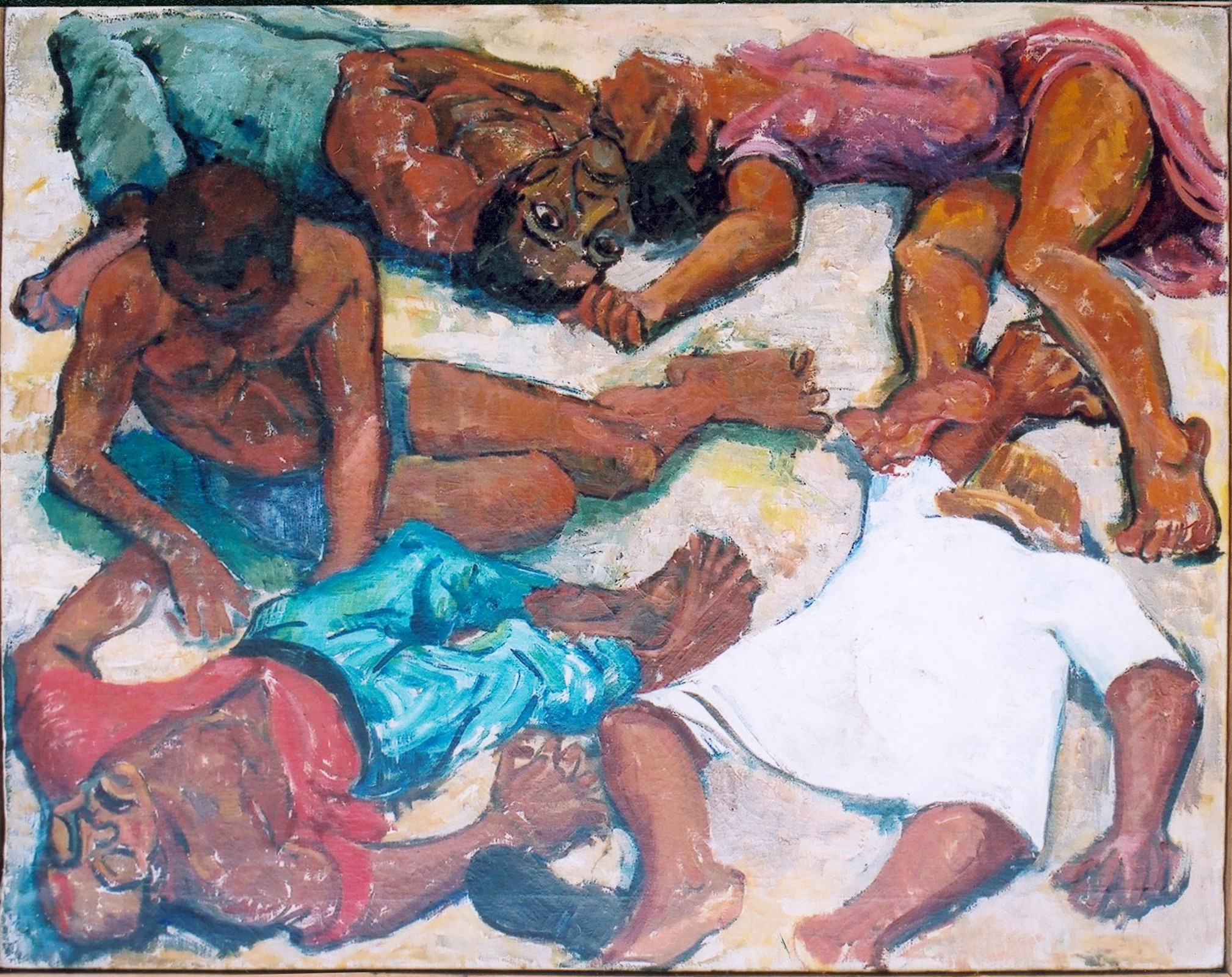
Gemälde von Godfrey Rubens zum Sharpeville-Massaker; das Bild ist im südafrikanischen Konsulat in London ausgestellt

Am 21. März 1960 zogen in Sharpeville zwischen 5.000 und 7.000 Schwarze gegen 10 Uhr ohne Pass auf ein Polizeirevier zu, um sich inhaftieren zu lassen, darunter hochrangige PAC-Funktionäre. Anfangs war das Revier mit weniger als 20 Beamten besetzt, später wurden zahlreiche Polizisten zur Verstärkung herangeholt, so dass die Zahl etwa 300 betrug. Die Demonstration war weitgehend friedlich, jedoch wurden vereinzelt Steine Richtung Polizeirevier geworfen. Kampfflugzeuge der südafrikanischen Luftwaffe flogen in geringer Höhe über das Gelände. Verhaftungen von Demonstranten fanden bis zu diesem Zeitpunkt nicht statt. Gegen 13:15 Uhr gab ein Polizeioffizier den Befehl zum Schießen. Dabei wurden Maschinenpistolen benutzt. Mindestens 69 Schwarze, davon 51 Männer, acht Frauen und zehn Kinder, wurden zumeist von hinten erschossen, weitere 180 – nach anderen Angaben über 300 – Demonstranten wurden verletzt. Zahlreiche Verletzte wurden später inhaftiert.
Am selben Tag gab es vergleichbare Demonstrationen an Polizeistationen in Evaton (nördlich von Vereeniging) und Vanderbijlpark. Dort wurden die Menschenmengen jedoch durch tieffliegende Flugzeuge bzw. Schlagstöcke und Tränengas zerstreut.

### Folgen
Die Folgen des Sharpeville-Massakers waren beträchtlich. Die Empörung der Schwarzen war landesweit so groß, dass es zu Streiks und Unruhen kam. Die südafrikanische Regierung rief am 30. März 1960 den Ausnahmezustand aus. In der Folge wurden 18.000 Streikende verhaftet. Der African National Congress (ANC) und der PAC wurden am 8. April 1960 durch den Unlawful Organisations Act für illegal erklärt. Die internationalen Proteste gegen das Vorgehen der Regierungsbehörden waren massiv. Der UN-Weltsicherheitsrat verabschiedete am 1. April 1960 die Resolution 134, die das Vorgehen scharf verurteilte und ein Ende der Apartheid verlangte. Südafrika drohte ein Ausschluss aus dem Commonwealth of Nations; das Land erklärte jedoch seinerseits seinen Austritt und rief 1961 nach einer Abstimmung unter der weißen Bevölkerung die „Republik Südafrika“ aus. Durch den auf das Massaker folgenden Abzug ausländischen Kapitals geriet die südafrikanische Wirtschaft in eine Schieflage. Als Gegenmaßnahme wurde 1961 der Blocked Rand eingeführt, der das Wechselkursrisiko für ausländische Unternehmen verringerte.
ANC und PAC wandten sich nach dem Verbot der Organisationen vom Weg des gewaltfreien Widerstandes ab und gründeten die bewaffneten Untergrundbewegungen Umkhonto we Sizwe und Poqo. Ihre Anführer wurden verhaftet oder gingen ins Exil. Erst in den späten 1980er Jahren gab es eine Annäherung der Regierung an den ANC, die schließlich 1994 zu den ersten freien Wahlen in Südafrika führte.
Der 21. März wurde 1966 von den Vereinten Nationen zum „Internationalen Tag gegen Rassismus“ erklärt. Seit 1979 finden zu dieser Zeit jährlich auch die „Internationalen Wochen gegen Rassismus“ statt. Ab 1993 untersuchte die Wahrheits- und Versöhnungskommission (TRC) begangenes Unrecht an Schwarzen und anderen rassisch verfolgten Gruppen in Südafrika. Der Zeitraum, mit dem sich die TRC befasste, beginnt mit dem Massaker von Sharpeville. Die Kommission machte die damalige Regierung, insbesondere den Polizeiminister, mitverantwortlich für das Massaker. Am 10. Dezember 1996 unterzeichnete der damalige Präsident Nelson Mandela die neue südafrikanische Verfassung in Sharpeville.
Seit 1995 ist der 21. März als „Tag der Menschenrechte“ (Human Rights Day) nationaler Gedenktag in Südafrika.
Die Polizeistation in Sharpeville wurde 2010 in einen Laden für örtliche Kunstwerke umgebaut. Auf dem Friedhof von Sharpeville wurde anlässlich der 50. Wiederkehr des Tags des Massakers ein Heroes Acre (Heldenacker) für die damaligen Todesopfer eingerichtet.